# Тарасове (Самарівський район)
Тара́сове — село в Україні, в Губиниській селищній громаді Самарівського району Дніпропетровської області. Населення за переписом 2001 року становить 69 осіб.

## Географія
Село Тарасове знаходиться на одному з витоків річки Багатенька, на відстані 1 км від села Привільне.

## Населення

### Мова
Розподіл населення за рідною мовою за даними перепису 2001 року:
| Мова       | Кількість | Відсоток |
| ---------- | --------- | -------- |
| українська | 63        | 91.3%    |
| російська  | 6         | 8.7%     |
| Усього     | 69        | 100%     |